# コスミン・マテイ
コスミン・ガブリエル・マテイ（ルーマニア語: Cosmin Gabriel Matei、ルーマニア語発音: [kosˈmin gabriˈel maˈtej]、1991年9月30日 - ）は、ルーマニアのサッカー選手。ルーマニア代表。ポジションはMF。

## クラブ歴
FCファルル・コンスタンツァでトップチームに昇格、2008年10月18日に選手初出場。
2010年7月にFCステアウア・ブカレストに移籍。8月22日にロメオ・スルドゥに代わって出場し移籍後初出場。9月4日にはセカンドチームでも出場したが、17分で負傷交代となった。
2011年6月にAFCアストラ・ジュルジュに移籍。
ステアウア・ブカレスト、アストラ・ジュルジュではいまひとつであったが、FCディナモ・ブカレストは彼に注目していた。2012年1月に5年契約でディナモ・ブカレストに移籍。
2016年にアトロミトスFCが彼の獲得を発表、移籍金は10万ユーロ。2018年夏までの契約にサインした。
同年8月10日に3年契約でスュペル・リグのゲンチレルビルリイSKに移籍。2018年にNKイストラ1961に期限付き移籍。
2019年8月26日、FCヴィトルル・コンスタンツァに移籍。

## 代表歴
2014年5月に行われたアルバニア代表との親善試合で代表初出場。